# El Terrat
El Terrat és una productora d'El Terrat de Produccions, SL, grup empresarial presidit per Andreu Buenafuente i radicat a la ciutat de Barcelona. El Terrat s'autodefineix com a factoria creativa i produeix espectacles, programes i sèries tant per a televisió com per al teatre i la ràdio, així com llibres i pàgines web.
El desembre de 2019, el grup Mediapro va comprar El Terrat.

## Camps d'activitat
Andreu Buenafuente va iniciar El Terrat com un programa de Ràdio Reus, propietat de la SER), que després va passar a la Ràdio Barcelona, també propietat de la Cadena SER (actual SER Catalunya). Aquest programa de ràdio va comptar amb Pep Bras, Oriol Grau, Toni Soler, Toni Clapés, Fermí Fernándes, entre d'altres.
Les primeres aparicions a la televisió foren als programes Tot per l'audiència de Xavier Sardà i Persones humanes de Mikimoto.
A TV3, El Terrat va produir diversos programes presentats per Andreu Buenafuente, late nights com Sense Títol, La Cosa Nostra i Una Altra Cosa, Sense número, Sense vacanses (seqüeles a Sense títol). O d'altres com Fent Amics, Set de nit, Set de notícies,12 punts, Els 25 i les sèries Plats Bruts i Lo Cartanyà, així com xous especials de cap d'any i alguns espais puntuals o de temporada.
El 1996 va publicar el llibre El Terrat: una tonteria com una casa sobre el programa de ràdio. En col·laboració amb altres editorials ha publicat diversos llibres de monòlegs i articles de Buenafuente amb molt d'èxit: Sense llibre, Digue'm agosarat, Què t'anava a dir, Hem de parlar, Lo dudo mucho i No sé si m'explico, entre d'altres. Les edicions són bilingües, en castellà i català, com és el cas del seu últim llibre: He dicho/He dit.
El 2001 va produir el seu primer especacle teatral, amb Paz Padilla, Ustedes se preguntarán cómo he llegado aquí, que va anar de gira per tot Espanya i va tenir continuació amb una biografia de l'actriu amb el mateix títol. Altres espectacles són Comando a distància (2003), Orfeo en los infiernos (2004), Sotinho (2004) (amb Edu Soto), La vida mata (2006) (amb David Fernández Ortiz, Fermí Fernandes i Raúl Cimas), Terratpack (2008), I Congrès Femení de supervivències (2014), White rabbit, red rabbit (2017) (en associació amb Hause & Richmand), Realidad virtual (2018), La gran ofensa (2020) i L'èxit de la temporada (2021). També va produir Cómicos de barra, espectacle de cafè teatre amb humoristes com Raúl Cimas, Carlitos i María José Hipólito.
Amb el temps i l'èxit acumulat, El Terrat va arribar a la televisió d'àmbit estatal. El 2001 produí el late show La última noche i la sèrie Moncloa, dígame per a Telecinco, amb èxit relatiu. Però la seva implantació definitiva fou a Antena 3 amb els programes Homo Zapping (2003) i Buenafuente (2005), el més popular. En aquesta cadena estrenà també la sèrie Divinos (2006).
També es va introduir en algunes cadenes autonòmiques com ara ETB i Telemadrid. En aquesta última, amb el programa sobre sexe Me lo dices o me lo cuentas, amb la presentadora Lorena Berdún. El Terrat ha innovat i millorat els formats televisius espanyols amb Dos Rombos (TVE) i, més recentment, Todos a 100 (laSexta).
El Terrat és soci del Grupo Audiovisual de Medios de Producción, consorci propietari de laSexta. En aquesta cadena hi produeix actualment tres programes: Ticket, magazine de cultura i oci, Todos a 100, i A pelo, programa d'humor amb Raúl Cimas i Joaquín Reyes.
El merchandising d'El Terrat no és tan sols en paper, sinó que també abasta el CD i el DVD. El 1997 l'equip del programa de ràdio va gravar un primer disc de cançons, El Terrat ja canta, al que després l'han seguit Un Altre Disc, obra de l'equip d'Una Altra Cosa i l'humorista Carlitos, i Qué pasa, neng, amb diversos artistes del progressive i Edu Soto interpretant el seu cèlebre personatge d'El Nen de Castefa. El 2003 va publicar el DVD El Terrat: 13 anys, on recopila el bo i millor dels seus programes.
El Terrat gestiona dos webs principals: elterrat.com i elterrat.net. El primer és el web de la productora audiovisual, però inclou també informació diària sobre les altres activitats del grup (teatre, internet, etc.) El segon ve a ser una memòria de tots els projectes de la firma. Altres webs que gestiona són: andreubuenafuente.com i pazpadilla.com. Però el seu projecte més conegut a Internet es captura.org, projecte de divulgació de la fotografia digital. En aquesta iniciativa de l'Andreu i de Santi Millán hi participen també Mikel Urmeneta, Edu Soto, Francesc Fàbregas, José Corbacho, Javier Coronas i Jon Sistiaga, entre d'altres.
Un dels seus darrers projectes és Cromosomos, un projecte solidari en col·laboració amb Kukuxumusu que consisteix en el disseny i venda de samarretes originals, i que destina els beneficis a una ONG diferent cada any (el 2006 fou Arrels Fundació).
El desembre de 2011 va presentar un ERO que va afectar el 50% de la plantilla de treballadors amb contracte fix.

## Creacions d'El Terrat

### Programes de televisió
- Sense títol
- Sense títol 2
- Sense títol s/n
- La Cosa Nostra
- Malalts de tele
- Una Altra Cosa
- Un altre any (especials de cap d'any)
- Set de notícies
- Set de nit
- Plats Bruts
- Al fons a mà dreta
- Moncloa ¿Dígame?
- La última noche
- A pèl i A pèl Tour
- Buenafuente
- Dos Rombos
- Me lo dices o me lo cuentas
- Homo Zapping
- Els 4 arreplegats
- Malalts de Barça
- Fent amics
- Lo Cartanyà
- Cadena urbana
- Salvados
- Alaska y Mario
- House of Cars
- Vuelta y Vuelta
- Divendres
- Economia en colors
- Be Bike
- Late Motiv
- LocoMundo
- La Resistencia
- Assumptes Interns

### Programes de ràdio
- El Terrat
- Estem arreglats
- La isla de los mosquitos
- Partint Peres

### Llibres
- Digue'm agosarat
- Cosas nuestras
- Hem de parlar
- Allò que dèiem
- Què t'anava a dir?
- No sé si m'explico
- Com va la vida
- He dit
- El Terrat: Una tonteria com una casa

### Teatre
- Ustedes se preguntarán cómo he llegado hasta aquí
- Sotinho
- Comando a distancia[6]
- Terrat Pack[6]
- Les coses excepcionals (2018)[6]
- La gran ofensa d'Oriol Pérez i Serapi Soler (Sala Barts, 2020)[6]
- L'èxit de la temporada (2021)[6]

### Pàgines web
- Captura

## Actors i treballadors d'El Terrat
- Àlex Palomo
- Andreu Buenafuente
- Berto Romero
- David Escardó
- David Fernández
- Eduard Soto
- Fermí Fernandes
- José Corbacho
- Josep Tomàs
- Jordi Évole
- Jordi Ríos
- Lorena Berdún
- Manel Ochoa
- Monica Green
- Mònica Pérez
- Neus Sanz
- Oriol Grau
- Paco León
- Paz Padilla
- Pep Bras
- Raúl Cimas
- Santi Millán
- Sergi Mas
- Sergio Makaroff
- Sílvia Abril
- Toni Albà
- Toni Soler
- Yolanda Ramos

Aquesta llista inclou persones que han treballat o treballen per El Terrat. Actualment a El Terrat hi treballen unes 140 persones.